# DDR-Rentenaltlasten
Als DDR-Rentenaltlasten, DDR-Altlasten oder Altlasten Ost bezeichnet man die Lasten der Sozialversicherungsträger der DDR, die aufgrund des Einigungsvertrags auf die Träger der bundesdeutschen Sozialversicherung überführt worden waren. 

## Begriff
Dabei handelt es sich ganz überwiegend um Rentenlasten, teilweise noch um Heilbehandlungs- oder Rehabilitationskosten, die als Sozialleistungen aufgrund von Versicherungsfällen zu erbringen sind, die aus der DDR herrühren, die also durch Rechtsvorschriften der DDR begründet sind. Wer bei einem Sozialversicherungsträger der DDR gesetzlich renten- oder unfallversichert war, erhält seit Abwicklung der Sozialversicherung der DDR durch die Überleitungsanstalt Sozialversicherung seine Rente von dem bundesdeutschen Renten- oder Unfallversicherungsträger, der Rechtsnachfolger des DDR-Trägers geworden ist. Diese Rechtsnachfolge war unmittelbar im Einigungsvertrag geregelt.
Das Hauptproblem bestand dabei in der Überführung der Lasten der zentral organisierten Sozialversicherung der DDR auf das gegliederte Sozialversicherungssystem der Bundesrepublik. Im Unfallversicherungsrecht wurden diese Lasten pauschal nach einem bestimmten Schlüssel auf die bundesdeutschen Versicherungsträger übertragen.

## Finanzierung
Die Lasten werden aus den allgemeinen Beitragseinnahmen der Sozialversicherung finanziert. Staatliche Zuschüsse werden nicht gewährt. Diese Regelung war auch bei der damaligen Regierungskoalition nicht unumstritten. 
Der genaue Umfang der DDR-Altlasten ist jedenfalls für die gewerbliche Unfallversicherung nur insgesamt bekannt. Aus den Statistiken der einzelnen Berufsgenossenschaften ist nicht ersichtlich, wie hoch der Beitrag des einzelnen Unternehmers zu diesen Lasten tatsächlich ist, denn sie weisen die Lasten in ihren Geschäftsberichten meist nicht gesondert aus. Diese Altlasten werden auch nur langfristig sinken.
In der gewerblichen Unfallversicherung wird jährlich ein eigener DDR-Lastenausgleich zwischen den Berufsgenossenschaften durchgeführt, durch den die Lastenanteile neu berechnet werden, die nach dem Einigungsvertrag aufgrund der Verteilungsschlüssel aus den Jahren 1989 und 1995 berechnet worden waren. Der DDR-Lastenausgleich tritt dabei neben den allgemeinen Lastenausgleich zwischen den gewerblichen Berufsgenossenschaften (§§ 176ff. SGB VII). Er wurde früher vom Hauptverband der gewerblichen Berufsgenossenschaften durchgeführt. Heute ist hierfür die Deutsche Gesetzliche Unfallversicherung als dessen Rechtsnachfolger zuständig, während der allgemeine Lastenausgleich vom Bundesamt für Soziale Sicherung durchgeführt wird.

## Rechtsprechung
Das Bundesverfassungsgericht hat die Übertragung der DDR-Rentenaltlasten auf die Beitragspflichtigen in der gesetzlichen Rentenversicherung für verfassungsmäßig befunden. Das Bundessozialgericht hat die Umlage der DDR-Altlasten auf die Unternehmer in der gewerblichen Unfallversicherung nicht beanstandet. Eine Entscheidung des Bundesverfassungsgerichts zu den Altlasten in der Unfallversicherung steht noch aus.
- BSG, Urteil vom 22. Juni 2004, Az. B 2 U 2/03 R
- BSG, Urteil vom 24. Februar 2004, Az. B 2 U 31/03 R